# لوله‌ماران کوتوله
لوله‌ماران کوتوله (نام علمی: Anomochilus) نام یک سرده از فروراسته ناکورماریان است.